# WORLD CALL
WORLD CALLとは、NTTドコモの携帯電話で、日本国内から海外へ通話やSMS等を行うサービス。NTTドコモの携帯電話を海外に持ち出して利用するWORLD WINGとは違う。

## 概要
WORLD CALL（ワールド コール）は、NTTドコモが提供する携帯電話用の国際電話接続サービス。FOMA・movaどちらでも利用可能。その他に、NTTドコモの衛星携帯電話、ワイドスターからも利用可能。海外との通話や、海外の通信事業者の携帯電話にSMS（国際SMS）や画像付メールの送信ができる国際MMSなどがある。通常のEメール（iモードメール）はWORLD CALL関係なしに送受信が可能。申し込みおよび月額利用料は不要だが、月の利用料金には上限が定められている。なお、2002年5月22日以前に契約したmovaからの利用や、契約時にWORLD CALLを希望しなかった場合は申し込みが必要。

## 利用可能国及び利用方法

### 通話
世界237の国・地域へ国際電話をかけることができる。
事業者識別番号「009130」と国際識別番号「010」に続いて、国番号と相手先番号をダイヤルすることで発信できる。なお、ダイヤル発信時のメニューで「009130010」を一括して入力できる。また、N900iGおよび901i/700iシリーズ以降のFOMA端末では、「0」の長押しで「+」を入力すると「009130010」と同じ役割をする（一部の機種ではこの機能の有無や操作が異なる場合がある）。なお、現在は「009130」の番号を入れないで「010」だけでも国際電話が可能になっている。これは日本以外の多くの国の携帯電話端末で国際電話を発信するときの一般的な方法でもある。
同様のダイヤル方法でテレビ電話も発信可能。この場合、相手はドコモと相互接続している携帯電話会社に限られる。

### 国際SMS
海外にいるドコモの携帯電話へSMSを発信する場合は、通常のSMSと同じ方法で発信することが可能。
- 国際SMSとは、ドコモの携帯電話ではなく、海外の通信事業者の携帯電話にSMSを送信するサービスである。
- 国際SMSは現在60の国[1]や地域に発信が可能である。ただし国によっては国際SMSができる事業者とできない事業者がある。

送信の方法
あて先に「+」ボタン・国番号・相手の電話番号（頭が0であった場合は0を除く）をいれ、通常に本文を入力し、発信すれば届く。
料金
送信
50円/1通
受信
無料

### 国際MMS
iモードから利用するサービスで、海外のMMS（マルチメディアメッセージングサービス）対応利用者と、iモード間でメールの送受信を可能にします。FOMAからは、写真・動画・音源ファイルを添付することも可能。ただし、対応キャリアは3か国・3社のみとなる。実際は通常のメールで届くため、あまり必要とされない。
送信方法
あて先に 国番号・相手の電話番号（携帯電話番号の頭が0の場合0を除いた番号）＠mms-i.jpを入力し、添付ファイルをつけたり、文章を入力し、送信する。FOMAは10000文字、movaは500文字まで送信できる。

## 通話料
通話料は、相手国実際には、アジア・ヨーロッパ・中東・アフリカ・北米・中南米・オセアニアの各区分ごとや時間帯（平日昼間とそれ以外）によって異なり、30秒単位の課金となる。通話料金はワールドコール通話通信料検索から調べることができる。

## 通話・通信料割引

### WORLD CALLいっかつ割引
携帯電話の請求グループ毎に定額料金1,000円発生するが、請求グループ内全ての携帯電話からワールドコールを使った通話・通信料が35%引きとなる。ゆうゆうコールとの併用が可能で、あわせると65%引きとなる。海外への通話が多い人や、携帯電話を複数所有する法人などに適している。

### ゆうゆうコール
国内5箇所、海外2箇所計7箇所の指定した電話番号への通話を割引くサービスで、国内の通話料とは別に2箇所まで、ワールドコールの通話料を30%割り引く。ワールドコールいっかつ割引と併用が可能で、あわせると65%引きとなる。

### 無料通話分
ワールドコールの通話料・通信料は、ドコモ携帯電話基本利用料に含まれる無料通話分やパケットパックの定額利用料を使うことができる。そのため、海外への通話や通信が多いときは基本料金が高めの料金プランに変更すると得になることが多い。